# Threes Anna
Threes Anna, pseudoniem voor Threes Schreurs (Vlaardingen, 17 oktober 1959), is een Nederlandse romanschrijfster, theater-, film- en podcastmaakster.

## Levensloop
Threes Anna is geschoold als beeldend kunstenaar. In 1985 richt zij vrouwenmotorclub Motorsien op. In hetzelfde jaar treedt ze in dienst van theatergroep Dogtroep, waarvan ze in 1989 artistiek leider wordt. Onder haar leiding maakt Dogtroep meer dan vijftig verschillende voorstellingen over de hele wereld. De voorstellingen groeien uit tot grote beeldende spektakels met een internationale bezetting. In verband met de grootte en complexiteit van de voorstellingen speelt zij vanaf 1993 niet meer mee, maar richt zij zich vooral op het schrijven van de scripts en het regisseren van de voorstellingen. Naast haar theaterwerk maakt zij documentaires over diverse kunstenaars en Dogtroep. Na een tragisch ongeval (1998), waarbij haar levenspartner en collega Marco Biagioni om het leven komt, stopt Threes Anna met Dogtroep en stort zij zich op het maken van speelfilms en het schrijven van romans. Tijdens corona, als alles stil ligt, begint ze met het maken van podcast.

## Film
- In 2007 komt haar speelfilmdebuut, The Bird Can’t Fly, op de internationale markt, een Engelstalige film, die zij schreef, regisseerde en mede-produceerde. De Amerikaanse actrice Barbara Hershey speelt de hoofdrol, de overige cast is net als de crew Zuid-Afrikaans. De film beleefde haar première op het Internationaal filmfestival van San Sebastian. De op de film gebaseerde roman Vogel kan niet vliegen verscheen datzelfde jaar.
- Haar tweede film, Silent City, gebaseerd op haar roman De stille stad, speelt in Japan en verscheen in 2012.
- In 2014 verscheen Platina Blues, een poëtische film van 40 minuten in one shot, op de gelijknamige compositie van de Nederlandse rockster Thé Lau over een nacht in het ziekenhuis tijdens diens behandeling tegen kanker. De film ging in première op het Nederlands Film Festival te Utrecht.
- In 2020 de speelfilm [de Vogelwachter], een bijna solo-film met Freek de Jonge (cabaretier) in de hoofdrol.
- 2024 maakt ze de korte documentaire The Trap, 8 jaar lang volgt ze met de camera een visserman die ouder wordt.

## Podcast
- In 2020 schoolt ze zichzelf om tot podcastmaker.
- In 2024 richt ze haar eigen podcast kanaal op: ZEE.

## Werken

### Podcast
- De onderzoeker 2024  aflevering 3 in de podcast serie ZEE
- Het visserskind 2024 aflevering 2 in de podcast serie ZEE
- Aarde 2024  aflevering 1 in de podcast serie ZEE
- Een leeg eiland 2023  gemaakt voor de podcast serie DOCS
- Het Donder Dag huis 2022

### Film
- De Vogelwachter, 2020 (een [one-actor-movie], solo speelfilm met Freek de Jonge (cabaretier) in de hoofdrol)
- Platina Blues, 2014 (korte film, 40 min. in one shot bij de gelijknamige compositie van Thé Lau)
- Silent City, 2012 (speelfilm, internationale coproductie tussen Nederland, Luxemburg en België)
- The Bird Can’t Fly, 2007 (speelfilm, internationale coproductie tussen Nederland, Zuid-Afrika en Ierland)
- Noordwesterwals, 1996 (korte film in co-regie met Boris Pavel Conen)

### Documentaire
- The Trap, 2024
- Portret of Maarten, 2003
- De Wals, 1996
- Theatre in South Africa, 1994

### Theater
- 1998 - Hotazel - buitenspektakel - tournee Nederland
- 1998 - 2ROOM2 - locatievoorstelling - Das Arts, Amsterdam
- 1997 - Stille Getuigen - locatievoorstelling - Diepenheim
- 1997 - Adder Zonder Gras - locatiespektakel - Groningen
- 1997 - A1 - reisvoorstelling - Zuid-Afrika
- 1997 - Stemlab – laboratoriumvoorstelling - Amsterdam
- 1996 - Kulhavy Tango - locatievoorstelling - Arga Theater, Praag, Tsjecho-Slowakije
- 1996 - Dynamo Mundi - locatiespektakel - Carré, Amsterdam
- 1996 - Sturm+Stahldraht - locatievoorstelling - WMG Gelände Unna, Duitsland
- 1996 - Trekpleisters - laboratorium voorstelling - Amsterdam
- 1995 - theatraal concert - Paradiso, Amsterdam
- 1995 - Assimil 2 - BITEF festival - Belgrado, Servië
- 1995 - Noordwesterwals 2 - locatiespektakel - Amsterdam
- 1995 - Assimil 1 - locatievoorstelling co-production KPTG - Sobotica, Servië
- 1993/1994 - oudjaarsspektakel - live-tv bij Sonja
- 1994 - Arts Alive - locatievoorstelling - Johannesburg, Zuid-Afrika
- 1994 - Noordwesterwals - locatiespektakel - Amsterdam
- 1994 - Camel Gossip III - locatievoorstelling opening Skyline Theatre - Chicago, VS
- 1993 - Liebes Lied - openingsspektakel Buchmesse - Frankfurt, Duitsland
- 1993 - Uwaga Uwaga II - buitenspektakel - Tilburg
- 1993 - Uwaga Uwaga I - buitenspektakel - Torun, Polen
- 1993 - Camel Gossip II - locatievoorstelling - Schram Studio, Amsterdam
- 1992 - Camel Gossip I - locatievoorstelling - Tramway Glasgow, Schotland
- 1992 - Special Event - verjaardag Sonja Barends - live-tv-show
- 1992 - Waterwork - locatiespektakel - World Expo Sevilla, Spanje
- 1992 - Waterwork - waterspektakel - Zoetermeer
- 1992 - La tête d’eau locatiespektakel Olympische Spelen, Albertville, Frankrijk
- 1991/1992 - oudjaarsspektakel - live-tv bij Sonja
- 1991 - Gestolen Titels - locatievoorstelling - Praag, Tsjecho-Slowakije
- 1991-1993 - l’Ascension du Mandarin - reisvoorstelling - tournee Europa en Oezbekistan
- 1991 - Broederstrijd - buitenspektakel - sluitingsceremonie Oerol Festival
- 1991 - Special - buitenspektakel - NeuBrandenburg, DDR
- 1991 - Special - buitenspektakel – Lille, Frankrijk
- 1991 - Vliegtuigje - live-tv-show bij Sonja
- 1991 - buitenspektakel - Haarlem
- 1991 - The Man - buitenspektakel - Mainz, Duitsland
- 1990/1991 - oudjaarsspektakel – Nieuwmarkt, Amsterdam
- 1990 - NO-W-All - buitenspektakel – coproductie met Licedei – Berlijn, Duitsland
- 1990 - Ente II - buitenspektakel - Chieri, Italië
- 1990 - Ente I - buitenspektakel - Grenoble, Frankrijk
- 1990 - De springmachine – buitenspektakel - tournee Nederland
- 1990 - Vingers Branden - locatievoorstelling - Korenbeurs, Groningen
- 1990 - buitenspektakel - Oerol Festival
- 1989 - De Ton - binnenspektakel - Rotterdam
- 1989 - Non Inventions - buitenspektakel - zomertournee Nederland
- 1989 - Cow Girls - buitenspektakel – tournee Italië
- 1989 - BiZa - speciaal project - Den Haag
- 1989 - De tuin - locatievoorstelling - Neerpelt, België
- 1989 - Zigeunerwereld - binnenvoorstelling - tournee Nederland
- 1989 - locatievoorstelling - Sheffield, Engeland
- 1989 - Zoutloper – buitenvoorstelling - Eemnes en Utrecht
- 1989/1990 - oudjaarspektakel Nieuwmarkt, Amsterdam
- 1988 - opening discotheek Fellini - Utrecht
- 1988 - Infiltrations - tournee Nederland
- 1988 - Wit Paard - buitenvoorstelling - Leffinge, België
- 1988 - Siësta - buitenspektakel - Sabadell, Spanje